# Euplexia connexa
Euplexia connexa là một loài bướm đêm trong họ Noctuidae.